# 許されざる者 (1992年の映画)
『許されざる者』（原題：Unforgiven）は、1992年公開のアメリカ映画。製作会社はワーナー・ブラザース、監督・主演はクリント・イーストウッド。脚本はデヴィッド・ウェッブ・ピープルズ。イーストウッドが、師と仰ぐドン・シーゲルとセルジオ・レオーネに捧げた「最後の西部劇」。
第65回アカデミー賞作品賞受賞作品。『シマロン』、『ダンス・ウィズ・ウルブズ』に続き、アカデミー作品賞を受賞した3作品目の西部劇である。また、2004年に米国連邦議会図書館が新規登録した作品の中の1つでもある。

## 作品解説
仮題は『The William Munny Killings』。製作期間は僅か39日で、物語の舞台となった「ビッグ・ウィスキー」という街のセットも32日という短期間で用意された。
イーストウッドはこの映画の脚本を製作の10年以上前から既に買い取っていたが、期間を置いたのは自身が主人公のマニーと同じ年齢になるのを待っていたためである。映画化の権利は元々はフランシス・フォード・コッポラが持っていて土台となる脚本もコッポラとデヴィッド・ピープルズが書いたものである。『マディソン郡の橋』や『ミリオンダラー・ベイビー』など、イーストウッドはその後も出演と製作を頻繁に兼任したが、当時は「出演と製作の兼任はこれが最後である」と公言していた。
クレジットタイトルには表記されていないが、メインテーマはイーストウッド自身が担当している。

## ストーリー
1881年のワイオミング準州。ロッキー山脈を望むビッグ・ウィスキーという町の酒場兼売春宿で、娼婦と客の間にトラブルが起こった。客のカウボーイ、クイック・マイクが、娼婦のデライラの態度にケチをつけて、彼女の顔をナイフで切ったのだった。クイック・マイクともう一人のカウボーイ、デービー・ボーイは、酒場の主人スキニーに取り押さえられ、保安官のリトル・ビル・ダゲットに突き出される。リトル・ビルは、カウボーイ二人が七頭の馬をスキニーに引き渡すことで、一件を落着させた。この裁定にスキニーは満足したが、娼婦たちは納得せず、年長のストロベリー・アリスが、娼婦たちの有り金とこれからの稼ぎをまとめ、1000ドルの賞金を二人のカウボーイの首にかけることにした。そして娼婦たちは、この事を町に寄る客のカウボーイ達に触れ回ったのであった。折しも季節は、カウボーイたちが牛を連れ、大平原を南へ移動する頃であり、この話は尾ひれをつけながら口伝えで広まっていった。
一方、カンザスの田舎では、伝説的なアウトローのウィリアム・マニーが暮らしていた。マニーはかつて列車強盗や保安官殺しで名を馳せた悪党だったが、11年前に妻と出逢ってからは改心し、農夫となっていた。二人の子供にも恵まれたマニーだったが、三年前に妻には先立たれ、農業もうまくいかず、一家はひどい貧困に喘いでいた。
そんな或る日、スコフィールド・キッドと名乗る若い男がマニーを訪れ、賞金を山分けにするのでワイオミングへカウボーイ二人を殺しに行かないかと持ちかける。一旦断ったマニーだったが、子供たちの将来のために金が必要だった彼はこの話に乗り、キッドを追いかけることにした。その途中、マニーは近くに住む昔の悪党仲間の一人で、同じく足を洗って農夫をしているネッド・ローガンの所に、留守中の子供たちの世話を頼むために立ち寄るが、賞金を三等分するという条件でネッド・ローガンもこの話に乗り、連れ立ってキッドの後を追うことになる。ネッドは、スペンサー・ライフルを使う射撃の名手だった。
同じ頃、ビッグ・ウィスキーの町に、鉄道会社の手先となって多数の中国人を撃ち殺したという伝説を持つ英国人のガンファイター、イングリッシュ・ボブが、例の賞金の話を聞きつけ、作家のブーシャンプを帯同してやってきた。だが、イングリッシュ・ボブは、ストロベリー・アリスに会いに行く前に、リトル・ビルとその助手達に取り囲まれてしまう。リトル・ビルは、何人たりとも、よそ者は銃器を保安官事務所に預けるべし、という強い銃規制を敷いていたのだった。そしてリトル・ビルは、イングリッシュ・ボブを武装解除したあと、町の群衆が見守るなか、白昼堂々彼を叩きのめし、保安官事務所の牢に放り込んだのだった。これは、同じく賞金目当てに来る者たちへの警告の意味を兼ねていた。そして翌日、イングリッシュ・ボブは、銃口を曲げられた銃を返され、ビッグ・ウィスキーから追放された。
それから数日後、マニー、ネッド、キッドの一行は、ひどい雨の夜にビッグ・ウィスキーに到着し、スキニーの酒場に入った。ストロベリー・アリスに会うため、キッドとネッドがマニーを残して酒場の二階に上がったのと入れ違いに、彼らが到着したことを聞きつけたリトル・ビルと助手たちが酒場に現れる。マニーを見つけたリトル・ビルたちは、彼の銃を奪い、彼に暴行を加える。這うように逃げ出したマニーは、先に二階から脱出していたキッドとネッドに助けられて、町の外れにあるアリスに教えられた隠れ家へ逃げのびる。マニーは三日間生死の境を彷徨うが、ネッドやデライラの看病もあり、命を取り留める。
マニーの回復後、三人はデービー・ボーイの居所を突き止める。牧場の近くの荒野で、ネッドがデービー・ボーイを狙うが、ネッドは後少しの所でデイビー・ボーイを仕留める事ができず、代わってマニーがスペンサー・ライフルでデービー・ボーイを射殺する。この後、ネッドは考えを変えてカンザスに帰ることにし、キッドとマニーだけでクイック・マイクを殺すこととなった。
一方、デービー・ボーイが殺された一件は、現場から逃げ帰ったカウボーイたちによって、牧場とリトル・ビルに知らされ、その両方から、三人の行方を探す追跡隊が出された。やがて、牧場から出た一隊が、街道を南へ向かう途中だったネッドを捕らえる。リトル・ビルは、ネッドを拷問して残り二人の名前と行方を聞くが、ネッドは口を割らない。
翌日、マニーとキッドは、仲間と共に牧場に隠れていたクイック・マイクを発見し、キッドがマニーの援護の元、クイック・マイクを撃ち殺す。そして二人は娼婦のケートから約束の賞金を受け取るが、ネッドが捕まってリトル・ビルにより責め殺され、今は酒場の前に晒されていることを知らされる。ネッドは死ぬ前に、マニーの正体について語り、マニーはリトル・ビルを殺しに来るであろう、と彼に告げていた。その話を聞きながら、マニーは11年ぶりに断酒していたウィスキーを呷り、キッドからピストルを受け取ると、彼に賞金を自分の子供とネッドの妻に渡すように頼んで、単身スキニーの酒場に向かった。
雷鳴が轟き雨の降る夜、スキニーの酒場では、リトル・ビルが、マニーとキッドの追跡隊に加わる者たちを前に、郡の金で酒を奢りながら、翌朝からの追跡の手はずを指示しているところであった。そこへ、ショットガンを携えたマニーが静かに姿を現し、スキニーを一撃で撃ち殺す。非武装の人間を撃った事を非難するリトル・ビルに対して、マニーはネッドの死体を店の飾りにするなら、彼は武装しているべきであったと答え、ネッドを殺したお前を殺しに来た、とリトル・ビルに告げる。そして、激しい銃撃戦の末、ついにマニーはリトル・ビルたちを撃ち倒したのだった。
マニーは、スペンサー・ライフルとその弾丸を見つけると、ウィスキーを一杯飲み干し「これから外へ出るが、もし発砲する奴がいれば、そいつだけでなく、そいつの妻や友人も撃ち殺す。そして、家は焼き払うぞ」と酒場の外に向かって大声で怒鳴る。そして「ネッドの遺体を埋葬しろ。娼婦たちをもっと人間らしく扱え。さもないと、舞い戻ってきて、貴様たちを殺して町を焼き払うぞ！」と告げて去っていくのだった。雨の中、立ち去るマニーを見つめる娼婦たちの顔には、畏敬の念が浮かんでいた。

## 登場人物
ウィリアム・"ビル"・マニー
演 - クリント・イーストウッド
アウトロー。極めつけの悪党とまで言われていた。グローディアという美しい妻がいたが天然痘で亡くなっている。
ストロベリー・アリス
演 - フランシス・フィッシャー
情婦。勝気な性格。
リトル・ビル・ダゲット
演 - ジーン・ハックマン
保安官。
ネッド・ローガン
演 - モーガン・フリーマン
農夫。マニーの友人。サリーという妻がいる。射撃の腕はもちろん、観察力もよくキッドが近眼なのがわかった。しかしビルたちに拷問を受けて殺され、死体は情館の前でさらし者にされる。
イングリッシュ・ボブ
演 - リチャード・ハリス
ガンファイター。見せしめにリトル・ビルにリンチされる。その後、町から追放される。
スコフィールド・キッド
演 - ジェームズ・ウールヴェット
マニーの元を訪れた若い男。殺し屋歴は短く5人しか殺していないというが、それもハッタリで本当は今まで誰も殺したことがない。それほどの悪党ではないが猜疑心が強く、マニーと一緒にいたネッドの素性を知らず威嚇射撃をした。実は近眼で視力が悪く、50m先が見えるかどうかといった程度。しかし、マイクを射殺したことで、ついに人を殺したという重圧に耐え切れず、殺し屋をやめることを決意し、分け前の報酬も貰う気はなかった（ただし、マニーから「眼鏡を買え」と結局報酬を渡された）。
W・W・ブーシャンプ
演 - ソウル・ルビネック
作家。ボブの付き添いで街に来た。
クイック・マイク
演 - デヴィッド・マッチ
カウボーイ。些細なことで女性の顔を傷つける冷酷な男。キッドに射殺される。
デライラ
演 - アンナ・トムソン
娼婦。暴行を受けて体を傷だらけにされた。
デービー・バンティング（デービー・ボーイ）
演 - ロブ・キャンベル
カウボーイ。マニーたちと戦い腹を撃たれて死ぬ。
スキニー・デュボイス
演 - アンソニー・ジェームズ
酒場の主人。
ウィリアム・"ウィル"・マニー・Jr
演 - シェーン・メイヤー
マニーの息子。少し口が悪い。

## キャスト
| 役名                                       | 俳優                       | 日本語吹替 | 日本語吹替 |
| 役名                                       | 俳優                       | ソフト版 | テレビ朝日版 |
| ------------------------------------------ | -------------------------- | --- | --- |
| ウィリアム・"ビル"・マニー                 | クリント・イーストウッド   | 山田康雄 | 瑳川哲朗 |
| リトル・ビル・ダゲット                     | ジーン・ハックマン         | 石田太郎 | 石田太郎 |
| ネッド・ローガン                           | モーガン・フリーマン       | 田中信夫 | 坂口芳貞 |
| イングリッシュ・ボブ                       | リチャード・ハリス         | 中村正 | 小島敏彦 |
| スコフィールド・キッド                     | ジェームズ・ウールヴェット | 家中宏 | 佐久田修 |
| W・W・ブーシャンプ                         | ソウル・ルビネック         | 牛山茂 | 牛山茂 |
| ストロベリー・アリス                       | フランシス・フィッシャー   | 藤波京子 | 弥永和子 |
| デライラ・フィッツジェラルド               | アンナ・トムソン           | 田中敦子 | 麻生かほ里 |
| クイック・マイク                           | デヴィッド・マッチ         | | |
| デービー・バンティング（デービー・ボーイ） | ロブ・キャンベル           | 平田広明 | |
| スキニー・デュボイス                       | アンソニー・ジェームズ     | 千田光男 | 千田光男 |
| リトル・スー                               | タラ・フレデリック         | | |
| シルキー                                   | ビヴァリー・エリオット     | | |
| フェイス                                   | リーサ・レポ＝マーテル     | | |
| クロウ・クリーク・ケイト                   | ジョジー・スミス           | | |
| ウィリアム・"ウィル"・マニー・Jr           | シェーン・メイヤー         | 石田彰 | |
| ペニー・マニー                             | アリン・レヴァシュー       | | |
| ナレーション                               | N/A                        | 牛山茂 | 佐々木勝彦 |
| その他                                     | N/A                        | 田中正彦 峰恵研 水野龍司 伊藤和晃 沢海陽子 火野カチコ 引田有美 島香裕 辻親八 仲野裕 坂口哲夫 江川央生 武政弘子 | 大川透 鈴木勝美 名越志保 唐沢潤 鈴鹿千春 後藤哲夫 坂口進也 三木眞一郎 小野健一 咲野俊介 北川勝博 近藤玲子 佐藤ユリ |
| 日本語版制作スタッフ                       |                            | | |
| 演出                                       | 演出                       | 福永莞爾 | 壺井正 |
| 翻訳                                       | 翻訳                       | 進藤光太 | 鈴木導 |
| 効果                                       | 効果                       | | VOX |
| 調整                                       | 調整                       | 兼子芳博 土屋雅紀                                                                                              | 高橋久義 |
| 制作                                       | 制作                       | プロセンスタジオ                                                                                               | グロービジョン |
| 解説                                       | 解説                       | N/A | 淀川長治 |
| 初回放送                                   | 初回放送                   | N/A | 1996年9月8日 『日曜洋画劇場』                                                                                      |

## スタッフ
- 監督/製作：クリント・イーストウッド
- 製作総指揮：デヴィッド・ヴァルデス
- 共同制作：ジュリアン・ルドウィッグ
- 脚本：デヴィッド・ウェッブ・ピープルズ
- 撮影：ジャック・N・グリーン
- 編集：ジョエル・コックス
- 音楽：レニー・ニーハウス
- キャスティング・ディレクター：フィリス・ハフマン
- プロダクション・デザイン：ヘンリー・バムステッド
- 美術：エイドリアン・ゴートン／リック・ロバーツ
- 日本語字幕：岡田壯平[3]

## 評価
レビュー・アグリゲーターのRotten Tomatoesでは108件のレビューで支持率は96%、平均点は8.80/10となった。Metacriticでは34件のレビューを基に加重平均値が85/100となった。

## 受賞／ノミネート
- 第65回アカデミー賞
  - 受賞…作品賞／監督賞／助演男優賞／編集賞
  - ノミネート…脚本賞／主演男優賞／撮影賞／美術賞／音楽賞
- 第50回ゴールデングローブ賞
  - 受賞…監督賞／助演男優賞
  - ノミネート…ドラマ部門作品賞／脚本賞
- 第46回 英国アカデミー賞
  - 受賞…助演男優賞
  - ノミネート…作品賞／監督賞／脚本賞／撮影賞／音楽賞
- 第27回 全米映画批評家協会賞 作品賞／監督賞／助演男優賞／脚本賞
- 第57回 ニューヨーク映画批評家協会賞 助演男優賞
- 第27回 カンザスシティ映画批評家協会賞 作品賞／監督賞／助演男優賞
- 第13回 ロンドン映画批評家協会賞 作品賞
- 第18回 ロサンゼルス映画批評家協会賞 作品賞／監督賞／脚本賞／主演男優賞／助演男優賞
- 第37回 サン・ジョルディ賞 外国作品賞
- 第18回 報知映画賞 外国作品賞
- 第67回 キネマ旬報ベスト・テン 委員選出外国語映画第1位／外国語映画監督賞
- 第48回 毎日映画コンクール 外国映画ベストワン賞
- 第6回 日刊スポーツ映画大賞 外国作品賞

## エピソード
- マニーの子供の名前はそれぞれ「ウィル」と「ペニー」であるが、これはチャールトン・ヘストン主演の映画『ウィル・ペニー』の作品名にちなむものである。
- イーストウッドが劇中で着用したブーツは、30年以上前にイーストウッドが『ローハイド』で実際に着用していた物である。
- イーストウッドがハックマンに対し要求した役のモデルは、ロサンゼルス市警の元本部長であるダリル・ゲイツである。
- ハリスが電話で出演依頼をされた際、偶然にもイーストウッドが出演と製作を担当した西部劇映画を観賞していたという。

## 映像ソフト
製作10周年を迎えた2002年11月8日にDVD『許されざる者 スペシャル・エディション』が発売された（2005年9月2日に再発売）。また、2007年4月20日に第3世代型光ディスクであるHD DVDとBlu-ray Discで発売。いずれも特典映像および音声が収録されている。なお、収録内容は全ての記録媒体において等しい。

### 映像特典
- 10周年記念ドキュメンタリー
- メイキング映像
- イーストウッド･ドキュメンタリー
- イーストウッド・オン・イーストウッド
- マーベリック：Duel at the Sundown

### 音声特典
- 映画評論家リチャード・シッケルによる音声解説